# Liste der Autobahnkirchen und -kapellen in Deutschland
Diese Liste enthält Autobahnkirchen und -kapellen in Deutschland, christliche Sakralbauten in unmittelbarer Nähe einer Autobahn, die ausdrücklich zur Autobahnkirche beziehungsweise -kapelle erklärt wurden. Derzeit sind 46 Gebäude in ganz Deutschland erfasst (Stand: 27. Juli 2025).

## Liste
| Autobahn  | Kirche                                                    | Ort                      | Ausfahrt                                                 | Bild              |
| --------- | --------------------------------------------------------- | ------------------------ | -------------------------------------------------------- | ----------------- |
| A1        | Autobahnkirche St. Vicelin Oldenburg in Holstein          | Oldenburg in Holstein    | Oldenburg i.H. Süd                                       | Bild gesucht BW   |
| A1        | Ökumenische Autobahnkapelle Dammer Berge                  | Dammer Berge             | Raststätte Dammer Berge                                  |                   |
| A1        | Autobahnkapelle Roxel                                     | Roxel                    | Raststätte Münsterland-Ost                               |                   |
| A1        | Ökumenische Autobahn- und Radwegekirche St. Paul Wittlich | Wittlich                 | Wittlich-Mitte                                           |                   |
| A2        | Autobahn- und Ortskirche Exter                            | Exter                    | Vlotho-West                                              |                   |
| A2        | Evangelische Autobahnkirche St. Benedikt                  | Hohenwarsleben           | Irxleben                                                 |                   |
| A2        | Ökumenische Autobahnkapelle Hamm                          | Rhynern                  | Rastanlage Rhynern-Nord                                  |                   |
| A3        | Autobahnkirche Medenbach                                  | Wiesbaden-Medenbach      | Tank- und Rastanlage Medenbach                           |                   |
| A3        | Autobahnkirche Geiselwind                                 | Geiselwind               | Geiselwind                                               |                   |
| A4        | Peter-und-Paul-Kirche Uhyst a. T.                         | Uhyst am Taucher         | Uhyst am Taucher                                         |                   |
| A4        | Jakobikirche Wilsdruff                                    | Wilsdruff                | Wilsdruff                                                |                   |
| A4        | Evangelische Autobahnkirche Gelmeroda                     | Gelmeroda                | Weimar                                                   |                   |
| A4        | Autohofkapelle Schwabhausen                               | Schwabhausen             | Gotha                                                    |                   |
| A5        | Autobahnkirche St. Christophorus                          | Baden-Baden              | Baden-Baden                                              |                   |
| A6        | Ökumenische Autobahnkirche Heilige Dreifaltigkeit         | Waidhaus                 | Waidhaus                                                 |                   |
| A6        | Ökumenische Autobahnkapelle Christophorus                 | Braunsbach               | Parkplatz Kochertalbrücke-Süd                            | ABK Christophorus |
| A7 · A39  | evangelische Kirche St. Nikolai                           | Grasdorf                 | Derneburg/Salzgitter Baddeckenstedt                      |                   |
| A7 · A39  | Unbefleckte Empfängnis Mariä                              | Grasdorf                 | Derneburg/Salzgitter Baddeckenstedt                      |                   |
| A7 · A49  | Ökumenische Autobahnkapelle „Licht auf dem Weg“           | Kassel-Lohfelden         | Autohof Lohfeldener Rüssel am Autobahnkreuz Kassel-Mitte |                   |
| A7        | Autohofkapelle Kirchheim                                  | Kirchheim                | Kirchheim                                                |                   |
| A7        | Autobahnkapelle Gramschatzer Wald                         | Hausen bei Würzburg      | Gramschatzer Wald                                        |                   |
| A8        | katholische Autobahnkirche Maria, Schutz der Reisenden    | Horgau                   | Adelsried                                                |                   |
| A9        | Stadt- und Klosterkirche Brehna                           | Brehna                   | Halle/Bitterfeld                                         |                   |
| A9        | Katholische Autobahnkirche St. Christophorus              | Himmelkron               | Bad Berneck                                              |                   |
| A9        | Katholische Autobahnkirche St. Thomas von Aquin           | Trockau                  | Trockau                                                  |                   |
| A10       | Evangelische Autobahnkirche Zeestow                       | Zeestow                  | Brieselang                                               |                   |
| A11       | Evangelische Autobahnkirche Werbellin                     | Werbellin                | Werbellin                                                |                   |
| A13       | Evangelische Autobahn- und Ortskirche Duben               | Duben                    | Duben                                                    |                   |
| A14       | Evangelische Kirche St. Petri                             | Brumby                   | Calbe (Saale)                                            |                   |
| A19 · A20 | Evangelische Autobahn- und Gemeindekirche Kavelstorf      | Kavelstorf               | Kavelstorf                                               |                   |
| A31       | Katholische Autobahnkapelle St. Antonius                  | Gescher                  | Gescher/Coesfeld                                         |                   |
| A31       | Ökumenische Autobahnkapelle „Jesus – Brot des Lebens“     | Geeste                   | Rastplatz Heseper Moor                                   |                   |
| A38       | Kirche Rothenschirmbach                                   | Rothenschirmbach         | Lutherstadt Eisleben                                     |                   |
| A40       | Epiphaniaskirche (Autobahnkirche RUHR)                    | Bochum                   | Ausfahrt Bochum-Hamme                                    |                   |
| A44       | Autohofkapelle Diemelstadt                                | Diemelstadt              | Diemelstadt                                              |                   |
| A44       | Autohofkapelle Hessisch Lichtenau                         | Hessisch Lichtenau       | Hessisch Lichtenau-Mitte                                 | Bild gesucht      |
| A45       | Autobahnkirche Siegerland                                 | Wilnsdorf                | Wilnsdorf                                                |                   |
| A57       | Ökumenische Autobahnkapelle Geismühle                     | Krefeld                  | Rastplatz Geismühle                                      |                   |
| A57       | Autobahnkapelle St. Raphael                               | Nievenheim               | Raststätte Nievenheim                                    |                   |
| A61       | Evangelische Martinskirche Waldlaubersheim                | Waldlaubersheim          | Waldlaubersheim                                          |                   |
| A66       | Autohofkapelle Schlüchtern                                | Schlüchtern              | Schlüchtern-Nord                                         | Bild gesucht      |
| A71       | Ökumenische Autobahnkirche                                | Bibra                    | Rastplatz Thüringer Tor                                  |                   |
| A73       | Autobahnkirche St. Kilian                                 | St. Kilian               | Schleusingen                                             |                   |
| A81       | Autobahnkapelle im Hegau (Emmauskapelle)                  | Engen                    | Tank- und Rastanlage „Im Hegau“                          |                   |
| A96       | Katholische Autobahn- und Ortskirche „Maria am Wege“      | Windach                  | Schöffelding                                             |                   |
| A96       | Galluskapelle Winterberg                                  | Leutkirch OT Tautenhofen | Rastplatz Winterberg                                     |                   |